# Les Cayes (arrondissement)
Les Cayes (em crioulo, Okay), é um arrondissement do Haiti, situado no departamento do Sul. De acordo com o censo de 2003, Les Cayes tem uma população total de 272.001 habitantes.

## Comunas
O arrondissement de Les Cayes é composto por seis comunas.
- Camp-Perrin
- Les Cayes
- Chantal
- Île à Vache
- Maniche
- Torbeck